# Apartamenti 2XL
Apartamenti 2XL är ett komediprogram från Albanien som går ut på improvisationskomedi (liknande improvisationsteater). Programmet sänds på TV-kanalen Vizion Plus och hade premiär år 2009. Programmet har en grupp med återkommande aktörer medan olika kända personer gästar programmet. Programmet sänds på söndagar klockan 21:15 med paus över sommaren.
Programidén kommer från regissören Turjan Hysko som inspirerades av det tyska programmet Schillerstraße. Programmet tar upp olika ämnen med snabba övergångar inför publik.
De tre huvudsakliga personerna i programmet är Ermal Mamaqi, Gentian Zenelaj och Julian Deda. De tre hade framförallt blivit kända genom programmet Portokalli som sänds på Top Channel.

## Gäster
Flera kända gäster har deltagit i programmet genom åren. Nedan följer ett urval av programmets gästkändisar.
- Adelina Ismajli, sångerska
- Aurela Gaçe, sångerska
- Big Mama, sångerska
- Bujar Kapexhiu, regissör
- Edi Rama, politiker
- Elvana Gjata, sångerska
- Genta Ismajli, sångerska
- Leonora Jakupi, sångerska
- Rosela Gjylbegu, sångerska